# Yadōkai
Yadōkai (夜道怪) est un terme péjoratif pour désigner les kōya hijiri.

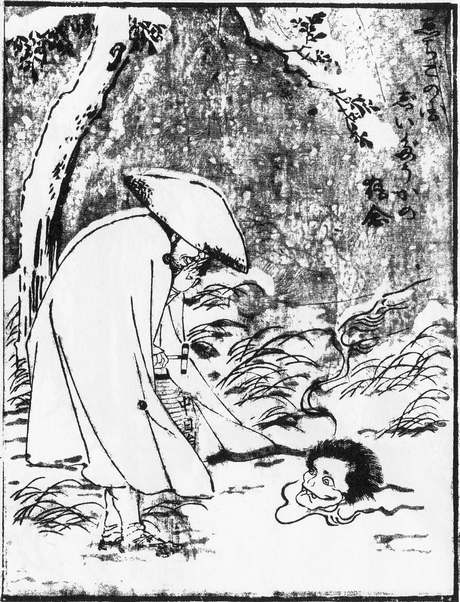
Illustration, vers 1802

Ils sont considérés comme des sortes de créatures surnaturelles, errant la nuit, endommageant les propriétés, blessant les gens ou enlevant les enfants comme l'atteste le Gegege no Kitaro.
Les kōya hijiri étaient des marchands ambulants bien informés de la vie et qui trompaient les villageois.

## Source de la traduction
- (en) Cet article est partiellement ou en totalité issu de l’article de Wikipédia en anglais intitulé « Yadōkai » (voir la liste des auteurs).